# منتخب البرازيل لكرة الصالات للسيدات
منتخب البرازيل لكرة الصالات للسيدات هو ممثل البرازيل الرسمي في المنافسات الدولية في كرة الصالات للسيدات
.